# Henri Pirenne
Henri Pirenne (1862-1935) és un historiador belga, especialitzat en l'edat mitjana. A més és una de les grans figures de la resistència no violent contra l'ocupació prussiana de Belgica durant la Primera Guerra Mundial. És conegut per la seva obra major Histoire de Belgique en set volums, publicat entre 1900 i 1948.
Va desenvolupar la teoria d'un «poble belga» amb civilització i destí comuns des de l'edat mitjana, sintesi de les cultures romàniques i germàniques, que corresponia a la voluntat del jove estat belga creat el 1830 de tenir una història nacional plurisecular molt més antiga i no només un «accident de la història».
Va ser catedràtic a la Universitat de Gant de 1886 a 1930. Quan el 1930 el govern belga va decidir que el neerlandès serà la llengua de docència de la Universitat, va demanar ser promogut amb anticipació professor emèrit.